# Jardín Borda

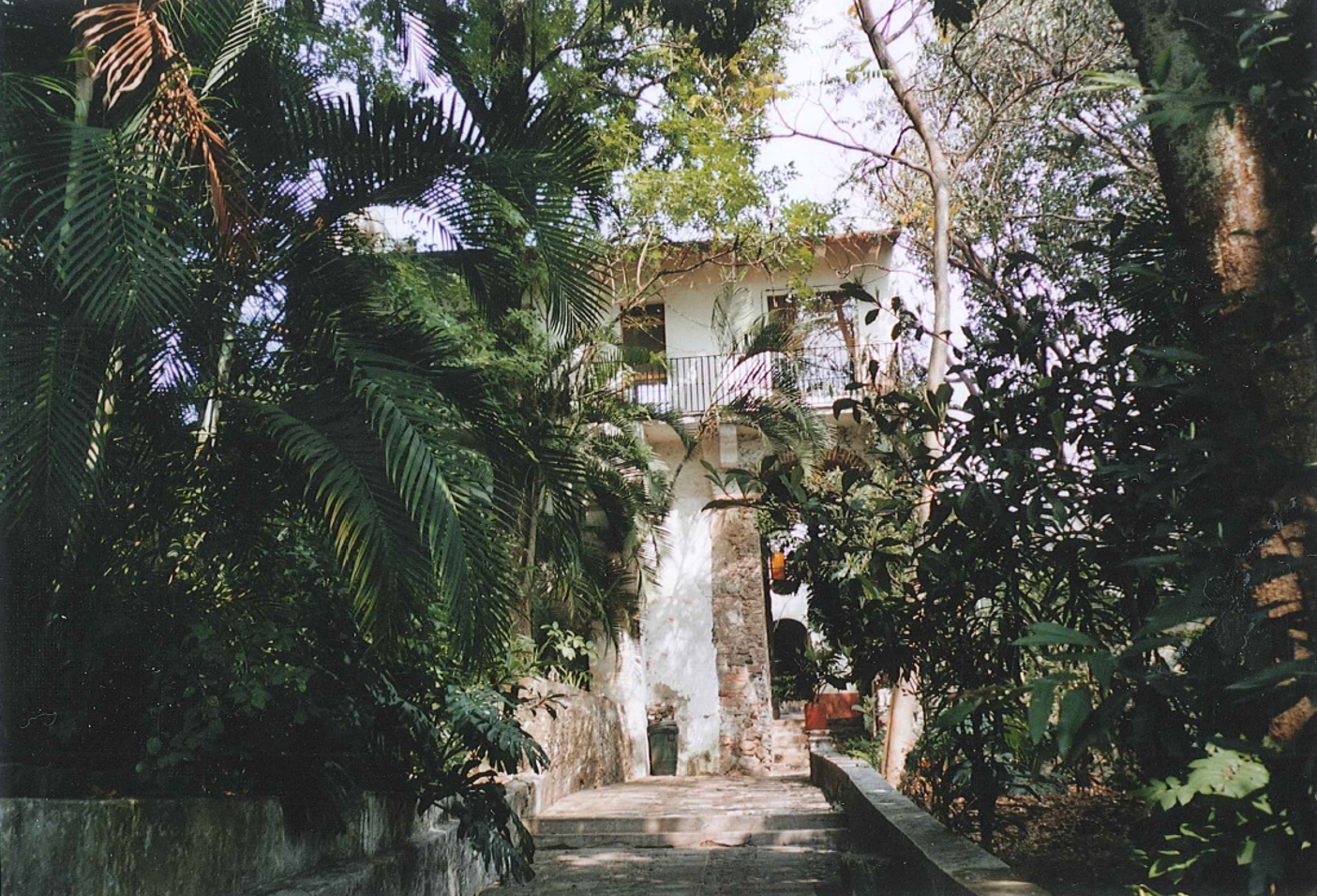
Das Haupthaus des Jardín Borda

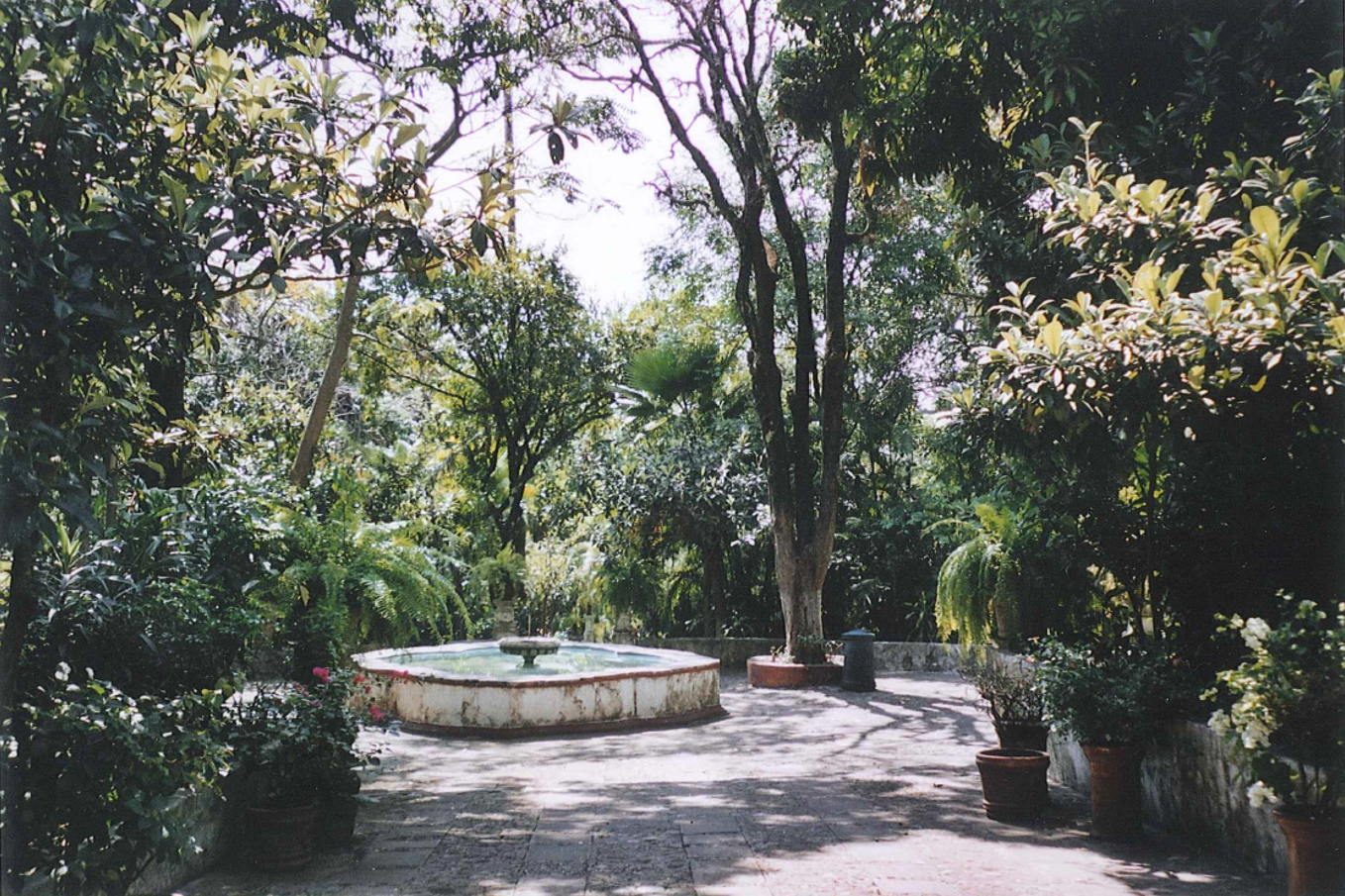
Brunnen im Jardín Borda

Jardín Borda ist ein Anwesen mit Gartenanlage in Cuernavaca, das zu den charakteristischen Bauwerken in der Hauptstadt des mexikanischen Bundesstaates Morelos zählt. Die Gesamtfläche des Anwesens erstreckt sich über 27.569 m², wovon das Gebäude 4.015 m² und der Garten 23.554 m² belegt.

## Geschichte
Die ursprüngliche Gartenanlage wurde von dem Architekten José Manuel Arrieta errichtet und 1763 von dem aus Spanien stammenden Unternehmer José de la Borda erworben. Nach dessen Tod 1778 erbte sein Sohn Manuel de la Borda y Verdugo das Anwesen und ließ es umgestalten.
1865 wählte das damalige Kaiserpaar von Mexiko, Maximiliano und Carlota das Anwesen zu seiner Sommerresidenz und veranstaltete hier Feste. Später besuchten die mexikanischen Präsidenten Sebastián Lerdo de Tejada, Porfirio Díaz, Francisco Madero und Plutarco Elías Calles sowie weitere Personen der mexikanischen Geschichte, wie der Maler Diego Rivera und der mexikanische Revolutionär Emiliano Zapata, den Jardín Borda.
Nachdem die mexikanische Eisenbahn 1897 in Cuernavaca angekommen war, wurde das Anwesen in ein Hotel mit Restaurant umgewandelt, das der Wells Fargo gehörte.
1950 wollte der Investor Elmer Ray Jones das Anwesen abreißen und durch eine moderne Hotelanlage ersetzen lassen. Das Vorhaben scheiterte aufgrund des massiven Widerstandes der Bevölkerung von Cuernavaca. Heute beherbergt das Gebäude ein Museum, das sieben der insgesamt 13 Räume belegt. Die übrigen sechs Räume stehen für temporäre Ausstellungen zur Verfügung.